# 天納傳中
天納 傳中（あまの でんちゅう、1925年8月14日 - 2002年5月3日）は、天台宗の僧、声明研究者。
京都市出身。大正大学予科修了。1949年大谷大学文学部国史学科卒業。中山玄雄・誉田玄昭に天台声明を学ぶ。天台宗京都大原魚山実光院住職、叡山学院声明科教授。欧州・国内各地での声明公演の企画・指導・出演などを行う。 劇場用アニメ「紫式部 源氏物語」の読経指導担当。

## 著書
- 『声明 天台声明と五台山念仏へのいざない CDブック』春秋社 1999
- 『声明マンダラのきらめき 舞楽法要庭儀曼荼羅供 CDブック』春秋社 1999
- 『天台声明 天納傳中著作集』法藏館 2000

共編著
- 『仏教音楽辞典』岩田宗一,播磨照浩,飛鳥寛栗共編著 法蔵館 1995

## 論文
- Cinii

## 注
1. ↑  天納伝中氏死去
2. ↑  『現代日本人名録』
3. ↑  『天台声明 天納傳中著作集』著者紹介